# Euploea
Euploea is een geslacht van vlinders in de familie van de Nymphalidae. De meeste soorten komen voor in het Oriëntaals- en Australaziatisch gebied. Vijf soorten zijn bekend van de Mascarenen en de Seychellen. Daarvan zijn er twee uitgestorven.

## Soorten
- Euploea albicosta Joicey & Noakes, 1915
- Euploea alcathoe (Godart, 1819)
- Euploea algea (Godart, 1819)
- Euploea asyllus Godman & Salvin, 1888
- Euploea batesii C. & R. Felder, 1865
- Euploea baudiniana (Godart, 1819)
- Euploea blossomae Schaus, 1929
- Euploea boisduvalii Lucas, 1853
- Euploea caespes Ackery & Vane-Wright, 1984
- Euploea camaralzeman Butler, 1866
- Euploea climena (Stoll, 1782)
- Euploea configurata C. & R. Felder, 1865
- Euploea cordelia Martin, 1912
- Euploea core (Cramer, 1780)
- Euploea crameri Lucas, 1853
- Euploea cratis Butler, 1866
- Euploea dalmanii C. & R. Felder, 1865
- Euploea dameli (Moore, 1883)
- Euploea darchia (Macleay, 1827)
- Euploea dehaanii Lucas, 1853
- Euploea deheerii Doherty, 1891
- Euploea deione Westwood, 1848
- Euploea dentiplaga Rothschild, 1915
- Euploea desjardinsii (Guérin, 1844)
- Euploea diocletia Godart, 1819
- Euploea diocletianus (Fabricius, 1793)
- Euploea distantii (Moore, 1882)
- Euploea doretta Pagenstecher, 1894
- Euploea doubledayi C. & R. Felder, 1865
- Euploea dryasis Fabricius, 1793
- Euploea dufresne (Godart, 1824)
- Euploea ebenina Butler, 1866
- Euploea eboraci (Grose-Smith, 1894)
- Euploea eichorni Staudinger, 1884
- Euploea eleusina (Cramer, 1780)
- Euploea eleutho (Quoy & Gaimard, 1824)
- Euploea erichsonii C. & R. Felder, 1865
- Euploea eucala Staudinger, 1896
- Euploea euctemon Hewitson, 1866
- Euploea eunice (Godart, 1819)
- Euploea eupator Hewitson, 1858
- Euploea euphon (Fabricius, 1798)
- Euploea eurianassa Hewitson, 1858
- Euploea eustachius (Kirby, 1889)
- Euploea eyndhovii C. & R. Felder, 1865
- Euploea faber Zincken-Sommer, 1831
- Euploea fabricii (Moore, 1883)
- Euploea fraudulenta Butler, 1882
- Euploea funerea (Butler, 1878)
- Euploea gamelia (Hübner, 1823)
- Euploea gelderi Snellen, 1890
- Euploea goudotii Boisduval, 1833
- Euploea guerini C. & R. Felder, 1865
- Euploea helcita Boisduval, 1859
- Euploea hemera Fruhstorfer, 1910
- Euploea hewitsonii C. & R. Felder, 1865
- Euploea hisme Boisduval, 1832
- Euploea hopfferi C. & R. Felder, 1865
- Euploea horsfieldii C. & R. Felder, 1865
- Euploea illudens Butler, 1882
- Euploea imitata Butler, 1870
- Euploea immaculata Butler, 1878
- Euploea incerta Joicey & Noakes, 1915
- Euploea insulicola Strand, 1914
- Euploea irene Fruhstorfer, 1910
- Euploea jennessi Carpenter, 1941
- Euploea klugii Moore, 1858
- Euploea labreyi (Moore, 1883)
- Euploea lacon (Grose-Smith, 1894)
- Euploea lapeyrousei Boisduval, 1832
- Euploea latifasciata Weymer, 1885
- Euploea leucostictos (Gmelin, 1790)
- Euploea lewanii C. & R. Felder, 1865
- Euploea lewinii C. & R. Felder, 1865
- Euploea lugens Butler, 1876
- Euploea magou Martin, 1912
- Euploea malayica (Butler, 1878)
- Euploea martinii de Nicéville, 1893
- Euploea maura Hopffer, 1874
- Euploea mazares Doubleday, 1847
- Euploea megaera Butler, 1866
- Euploea melina Godart, 1819
- Euploea menamoides (Fruhstorfer, 1904)
- Euploea meyeri Hopffer, 1874
- Euploea midamus (Linnaeus, 1758)
- Euploea mitra Moore, 1858
- Euploea modesta Butler, 1866
- Euploea morosa Butler, 1866
- Euploea mulciber (Cramer, 1777)
- Euploea nautilus Martin, 1915
- Euploea nechos Mathew, 1887
- Euploea nemertes (Hübner, 1806)
- Euploea nemertoides Rothschild, 1915
- Euploea netscheri Snellen, 1889
- Euploea nobilis Strand, 1914
- Euploea obscura Pagenstecher, 1894
- Euploea oceanis Doherty, 1891
- Euploea ochsenheimeri Lucas, 1853
- Euploea orontobates Fruhstorfer, 1910
- Euploea palmedo Doherty, 1891
- Euploea peloroides Joicey & Talbot, 1921
- Euploea phaenareta (Schaller, 1785)
- Euploea pumila Butler, 1866
- Euploea pyres Godman & Salvin, 1888
- Euploea radamanthus (Fabricius, 1793)
- Euploea radica Fruhstorfer, 1904
- Euploea redtenbacheri C. & R. Felder, 1865
- Euploea regeri (Geyer, 1837)
- Euploea rennellensis Carpenter, 1953
- Euploea resarta Butler, 1876
- Euploea roepstorffi (Moore, 1883)
- Euploea rumphii Herrich-Schäffer, 1869
- Euploea scherzeri C. Felder, 1862
- Euploea schmeltzi Herrich-Schäffer, 1869
- Euploea sibulanensis Jumalon, 1971
- Euploea simillima Moore, 1883
- Euploea snelleni (Moore, 1883)
- Euploea spiculifera (Moore, 1883)
- Euploea stephensii C. & R. Felder, 1865
- Euploea subnobilis Strand, 1914
- Euploea susah Pryer & Carter, 1894
- Euploea swainson (Godart, 1824)
- Euploea sylvester (Fabricius, 1793)
- Euploea tobleri Semper, 1878
- Euploea transfixa (Montrouzier, 1856)
- Euploea treitschkei (Boisduval, 1832)
- Euploea trimenii C. & R. Felder, 1865
- Euploea tripunctata Joicey & Noakes, 1915
- Euploea tristis Butler, 1886
- Euploea tulliolus (Fabricius, 1793)
- Euploea umboina Carpenter, 1953
- Euploea unibrunnea Salvin & Godman, 1877
- Euploea usipetes Hewitson, 1858
- Euploea visenda (Butler, 1883)
- Euploea vitella (Montrouzier, 1856)
- Euploea vollenhovii C. & R. Felder, 1865
- Euploea vulcanica Rothschild, 1915
- Euploea wallacei C. & R. Felder, 1860
- Euploea werneri Fruhstorfer, 1909
- Euploea westwoodii C. & R. Felder, 1865
- Euploea woodfordi Godman & Salvin, 1888